# Nicolas Rossard
Nicolas Rossard (ur. 23 maja 1990 w Nîmes) – francuski siatkarz, grający na pozycji libero, reprezentant Francji.

## Życie prywatne
Jego młodsza siostra Sophie jest siatkarką oraz kuzyni Thibault i Quentin również są siatkarzami. W siatkówkę grał również dziadek Jacques i ojciec Philippe.

## Sukcesy klubowe
Mistrzostwo Francji:
- 2016, 2017

Mistrzostwo Niemiec:
- 2019

## Sukcesy reprezentacyjne
Mistrzostwa Europy Juniorów:
- 2008[3]

Mistrzostwa Europy:
- 2015

Liga Światowa:
- 2017

Liga Narodów:
- 2018